# Neoschumannia
Neoschumannia là một chi thực vật thuộc phân họ Asclepiadoideae họ Apocynaceae.

## Các loài
Chi này có các loài sau (tuy nhiên danh sách này có thể chưa đủ):
- Neoschumannia cardinea (S.Moore) Meve, 1995
- Neoschumannia gishwatiensis Eb.Fisch., Killmann & Meve, 2013
- Neoschumannia kamerunensis Schltr., 1905